# De Duistere Steden
De Duistere Steden is een cyclus van oorspronkelijk Franstalige strips, die wordt gemaakt door de Belgische tekenaar François Schuiten en de Franse scenarioschrijver Benoît Peeters. De oorspronkelijke, Franse titel is Les Cités obscures. Zowel de Franse als de Nederlandstalige versie wordt uitgegeven door uitgeverij Casterman.

## Locatie
De reeks speelt zich af op de zogenaamde Tegenaarde, een hypothetische, vanaf de aarde onzichtbare planeet die de baan van de aarde volgt maar diametraal aan de andere kant van de zon ligt. Toch is de wereld van de Duistere Steden in veel opzichten eerder een vervormde afspiegeling van onze eigen aarde. De reeks heeft kenmerken van een alternatieve geschiedenis, waarin de uitwerking van een alternatieve technologische en architectonische ontwikkeling wordt verkend. Stuk voor stuk zijn de steden imposante bouwwerken vol gigantische wolkenkrabbers. Het toneel wordt gedomineerd door zeppelins, luchtballonnen en andere veelal in onbruik geraakte vervoermiddelen.
Zoals de naam al aangeeft, bestaat de wereld van de Duistere Steden (in de reeks zelf meestal Het Continent genoemd) vooral uit steden; van een leven op het platteland schijnt nauwelijks sprake te zijn. Het aantal steden is bovendien beperkt: er wordt gerefereerd aan een aantal grote tot zeer grote steden en enkele kleinere, maar niet meer dan hooguit enkele tientallen in totaal. Sommige van deze steden zijn duidelijk gebaseerd op of verwant aan een stad in de echte wereld (Brüsel, Pâhry, Københaven), andere vertegenwoordigen eerder een idee, stijl of concept (Blossfeldtstad, Urbicande, Xhystos, Mylos, Galatograd).
Er wordt gesuggereerd, dat reizen tussen de wereld van de Duistere Steden en de onze mogelijk is door middel van "poorten" of eenvoudigweg door een "artistieke vlucht" te nemen. Ontmoetingen tussen beide werelden hebben in het verleden veelvuldig plaatsgevonden, bijvoorbeeld in de persoon van Jules Verne en de architect Victor Horta.
Overigens is het idee van een Tegenaarde niet afkomstig van Schuiten en Peeters; reeds ten tijde van het oude Griekenland hing de pythagoreïsche school in de filosofie het idee aan.

## Invloeden
Verschillende commentatoren, evenals Schuiten zelf, hebben visuele en thematische invloeden geïdentificeerd in 'Les Cités obscures' uit  diverse werken als die van Jules Verne, Winsor McCay, Franz Kafka  , René Magritte, Giovanni Battista Piranesi, Victor Horta en Henry Fuseli.

## Staatkundig model
In het staatkundig model geniet de stad een hoge mate van autonomie, op een manier die de vergelijken is met de Griekse stadstaten van de Oudheid. Staten of landen zijn (met uitzondering van de stedenbond Sodrovno-Voldakije) onbekend en de grenzen zijn vaak onduidelijk. De Toren is in dat opzicht een opmerkelijk voorbeeld van de territoriale dichtheid: het betreft één gigantische toren, die gelijktijdig gebouw, stad en staat is.
De term "duister" refereert aan de algemene raadselachtige en enigszins esoterische sfeer die de albums domineert. Hoewel er in principe dezelfde natuurkundige wetten gelden als in de echte wereld, zijn de krachten die het leven binnen de steden aansturen dikwijls onbekend en geheimzinnig.

## Stijl
De stijl van De Duistere Steden is rijk en zeer gedetailleerd. Indrukwekkend zijn de enorme wolkenkrabbers die de steden kenmerken. Elke stad is bovendien geënt op een esthetische stroming, zoals de art nouveau in het geval van Xhystos en de art deco en de Bauhaus in het geval van Urbicande. Ook de kleding van de personages is geheel in de sfeer van het begin van de twintigste eeuw.

## Albums binnen de reeks
In het Nederlands verschenen de volgende albums:
- De muren van Samaris (Les murailles de Samaris), 1983
- De koorts van Urbicande (La fièvre d'Urbicande), 1984
- De toren (La tour), 1987
- De archivaris (L'archiviste), 1987
- De weg naar Armilia (La route d'Armilia), 1988
- Brüsel (Brüsel), 1992
- De echo der steden (L'écho des cités), 1993
- Het scheve meisje (Mary la penchée), 1995
- Het scheve kind (L'enfant penchée), 1996
- De schaduw van een man (L'ombre d'un homme), 1999
- De onzichtbare grens, deel 1 (La frontière invisible, tome 1), 2002
- De onzichtbare grens, deel 2 (La frontière invisible, tome 2), 2004
- De theorie van de zandkorrel, deel 1 (La théorie du grain de sable, tome 1), 2007
- De theorie van de zandkorrel, deel 2 (La Théorie du grain de sable, tome 2), 2008
- Herinneringen aan het Eeuwige Heden (Souvenirs de l'éternel présent), 2009
- De terugkeer van kapitein Nemo (Le Retour du Capitaine Nemo), 2024

Van dezelfde auteurs verscheen ter aanvulling op de reeks :
- Encyclopedie van vervoermiddelen in heden en toekomst (Encyclopédie des transports présents et à venir), 1988
- Gids van de Duistere Steden (Le guide des Cités),1998
- Voyages en Utopie (Voyages en Utopie), 2000

## Prijzen
In 1985 won De koorts van Urbicande op het Internationaal stripfestival van Angoulême de prijs voor het beste album. In 2002 werd de tekenaar François Schuiten onderscheiden met de Grand Prix de la ville d'Angoulême.